# Contest-flic
Contest-flic est le quinzième roman de Jean Amila paru dans la collection Série noire avec le numéro 1501 en 1972.

## Résumé
Les Hauselman, un couple de touristes allemand et leur fille sont assassinés dans les Basses-Alpes. L’enquête est confiée au commissaire marseillais, Domergue. Armand Bellone, cultivateur communiste qui vit dans une ferme des environs avec sa femme et ses parents et qui a retrouvé les corps, est immédiatement le suspect idéal pour Domergue. Chez les journalistes et dans la population, les avis sont partagés. 
Le commissaire Verdier, ami de Domergue, pressentant une affaire difficile, demande à l’inspecteur Édouard Magne, dit Géronimo, d’enquêter sur la présence d’une voiture blanche immatriculée en Allemagne.
Avec une journaliste allemande, Géronimo mène une enquête parallèle à Cagnes-sur-Mer où ils retrouvent la trace des Hauselman. 
Domergue s’acharne sur Bellone qui passe aux aveux…

## Éditions
Le roman est publié dans la Série noire avec le numéro 1501 en 1972. Il est réédité avec le numéro 567 dans la collection Carré noir en 1986. 

## Autour du livre
C’est la deuxième apparition de l’inspecteur Édouard Magne, dit Doudou, dit Géronimo. 
Pour ce roman, Jean Amila s’est inspiré de l’assassinat de Jack Drummond et de sa famille, point de départ de l’Affaire Dominici en 1952. Il avait suivi cette affaire en travaillant à l’époque pour le compte de France Dimanche et avait écrit un livre La Tragédie de Lurs, signé de son patronyme Jean Meckert.

## Sources
- Polar revue trimestrielle no 16, octobre 1995
- Claude Mesplède, Les Années Série noire vol.4 (1972-1982), page 10, Encrage « Travaux » no 25, 1995
- Jean Amila et Géronimo